# Varney (Val-d’Ornain)
Varney ist ein Ortsteil und eine ehemalige französische Gemeinde im Département Meuse in der Region Grand Est.
Zum 1. Januar 1973 bildeten die bis dahin eigenständigen Gemeinden Varney, Bussy-la-Côte und Mussey die neue Gemeinde Val-d’Ornain.

## Bevölkerungsentwicklung
| Jahr                      | 1806 | 1821 | 1856 | 1901 | 1926 | 1954 | 1968 |
| Einwohner                 | 72   | 80   | 169  | 168  | 129  | 170  | 137  |
| Quelle: Cassini und INSEE |      |      |      |      |      |      |      |